# Landreville
Ne doit pas être confondu avec Chennery-Landreville.
Landreville est une commune française, située dans le département de l'Aube en région Grand Est, en amont de l'Ource. Connue pour sa production de champagne, elle fait partie des communes viticoles de la Côte des Bar qui sont sur le long de la Route touristique du Champagne.
Des recherches archéologiques menées aux XIXe et XXe siècles, notamment par deux illustres Landrevillois, Aristide Estienne et Arsène Olivier, ont montré que l'histoire du village remonte à la plus haute antiquité, avec des vestiges de l'âge de pierre, l'âge du bronze et de l'époque gallo-romaine.
Les premières mentions écrites du village datent seulement du XIe siècle. Landreville était désigné dans les chartes latines de Landrivicilla, ou Landrivilla. Ce nom latin semble indiquer une villa élevée sur une montagne près de la rivière. On dit aussi que le nom de Landreville viendrait du nom du seigneur mérovingien Landri, et signifierait littéralement "l'endroit de Landri".

## Géographie

### Communes limitrophes
Six communes sont limitrophes de Landreville : 
|                    | Ville-sur-Arce | Viviers-sur-Artaut |
| Celles-sur-Ource   | Landreville    | Loches-sur-Ource   |
| Neuville-sur-Seine | Gyé-sur-Seine  |                    |

### Hydrographie
La commune est dans la région hydrographique « la Seine de sa source au confluent de l'Oise (exclu) » au sein du bassin Seine-Normandie. Elle est drainée par l'Ource, l'aqueduc Souterrain, un bras de l'Ource, un bras de l'Ource, l'Artaut et le Bief,.
L'Ource, d'une longueur de 100 km, prend sa source dans la commune de Poinson-lès-Grancey et se jette  dans la Seine à Bar-sur-Seine, après avoir traversé 25 communes.
L'Aqueduc Souterrain est un aqueduc,de type conduite forcée, de 19,4 km. Il relie la commune de Loches-sur-Ource à la commune de Courtenot.

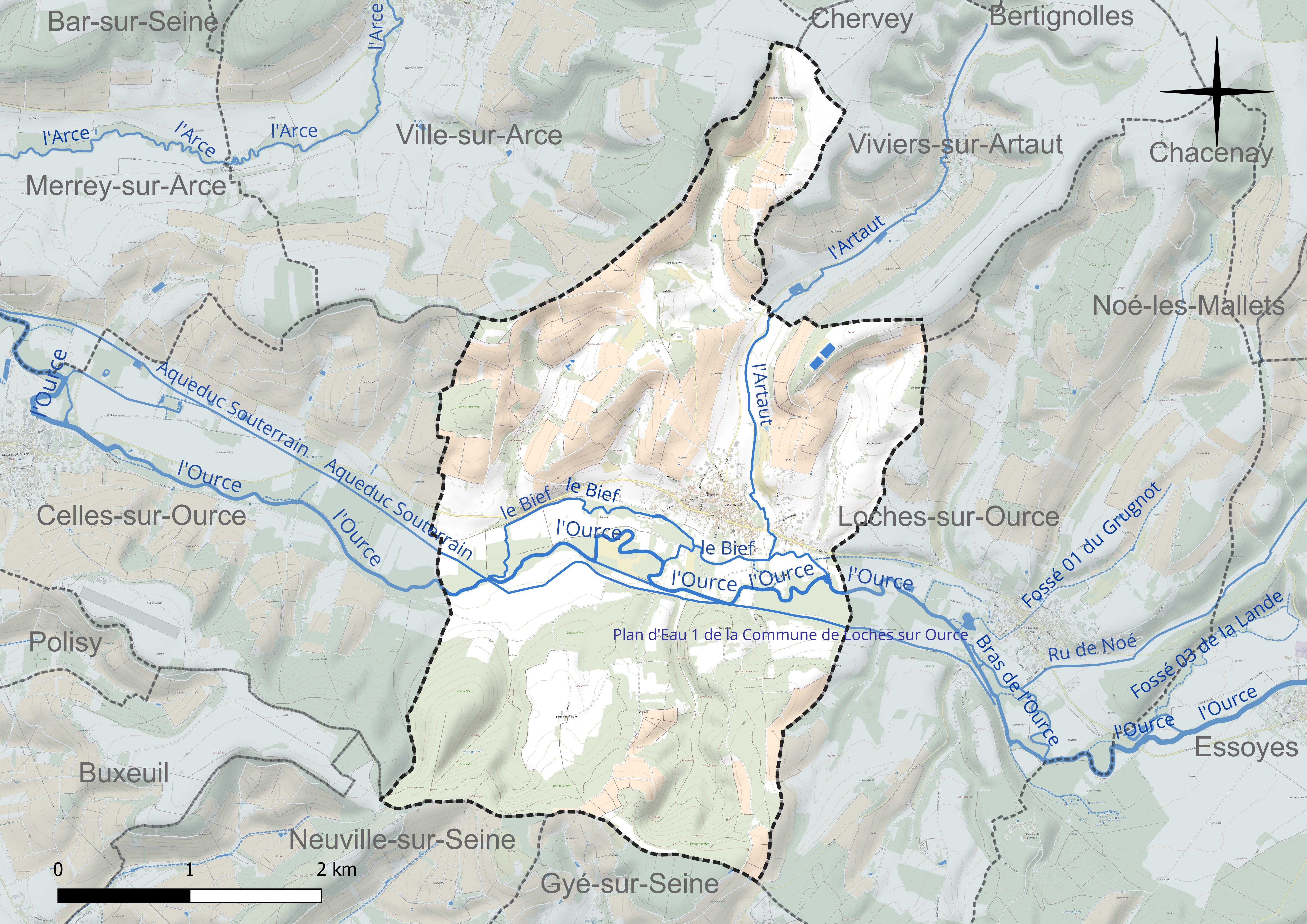
Réseau hydrographique de Landreville.

### Climat
Pour des articles plus généraux, voir Climat du Grand Est et Climat de l'Aube.
En 2010, le climat de la commune est de type climat océanique dégradé des plaines du Centre et du Nord, selon une étude du Centre national de la recherche scientifique s'appuyant sur une série de données couvrant la période 1971-2000. En 2020, Météo-France publie une typologie des climats de la France métropolitaine dans laquelle la commune est exposée à un climat océanique altéré et est dans la région climatique Lorraine, plateau de Langres, Morvan, caractérisée par un hiver rude (1,5 °C), des vents modérés et des brouillards fréquents en automne et hiver.
Pour la période 1971-2000, la température annuelle moyenne est de 10,7 °C, avec une amplitude thermique annuelle de 15,8 °C. Le cumul annuel moyen de précipitations est de 836 mm, avec 12,5 jours de précipitations en janvier et 8,6 jours en juillet. Pour la période 1991-2020, la température moyenne annuelle observée sur la station météorologique de Météo-France la plus proche, « Celles-sur-ource », sur la commune de Celles-sur-Ource à 6 km à vol d'oiseau, est de 11,4 °C et le cumul annuel moyen de précipitations est de 747,2 mm. 
La température maximale relevée sur cette station est de 40,6 °C, atteinte le 25 juillet 2019 ; la température minimale est de −15 °C, atteinte le 1er mars 2005,,.
Les paramètres climatiques de la commune ont été estimés pour le milieu du siècle (2041-2070) selon différents scénarios d'émission de gaz à effet de serre à partir des nouvelles projections climatiques de référence DRIAS-2020. Ils sont consultables sur un site dédié publié par Météo-France en novembre 2022.

## Urbanisme

### Typologie
Au 1er janvier 2024, Landreville est catégorisée commune rurale à habitat dispersé, selon la nouvelle grille communale de densité à 7 niveaux définie par l'Insee en 2022.
Elle est située hors unité urbaine et hors attraction des villes,.

### Occupation des sols
L'occupation des sols de la commune, telle qu'elle ressort de la base de données européenne d’occupation biophysique des sols Corine Land Cover (CLC), est marquée par l'importance des territoires agricoles (65,6 % en 2018), en diminution par rapport à 1990 (67,5 %). La répartition détaillée en 2018 est la suivante : 
cultures permanentes (35,1 %), forêts (29,3 %), terres arables (23,9 %), prairies (6,6 %), zones urbanisées (5,1 %). L'évolution de l’occupation des sols de la commune et de ses infrastructures peut être observée sur les différentes représentations cartographiques du territoire : la carte de Cassini (XVIIIe siècle), la carte d'état-major (1820-1866) et les cartes ou photos aériennes de l'IGN pour la période actuelle (1950 à aujourd'hui).

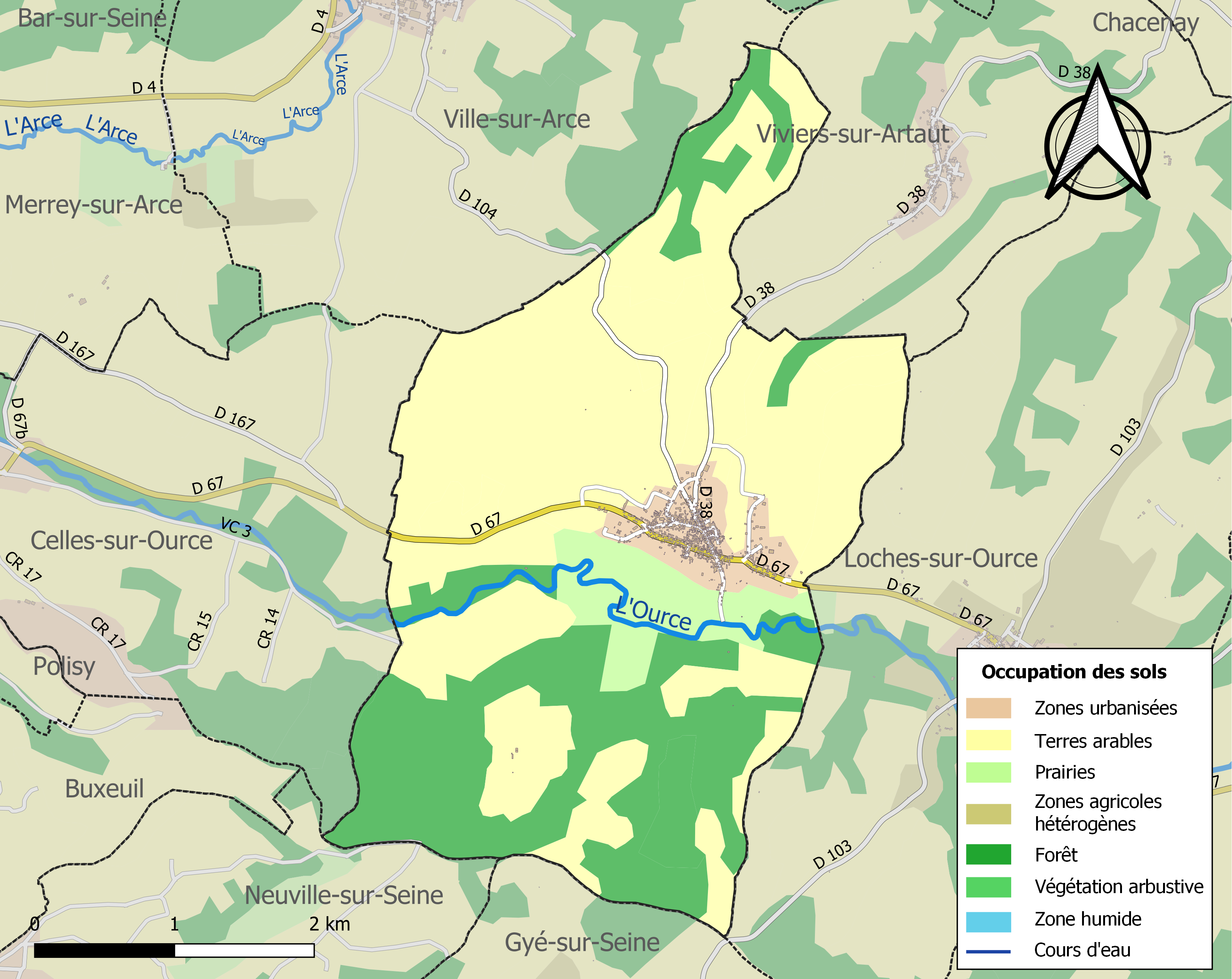
Carte des infrastructures et de l'occupation des sols de la commune en 2018 (CLC).

## Histoire

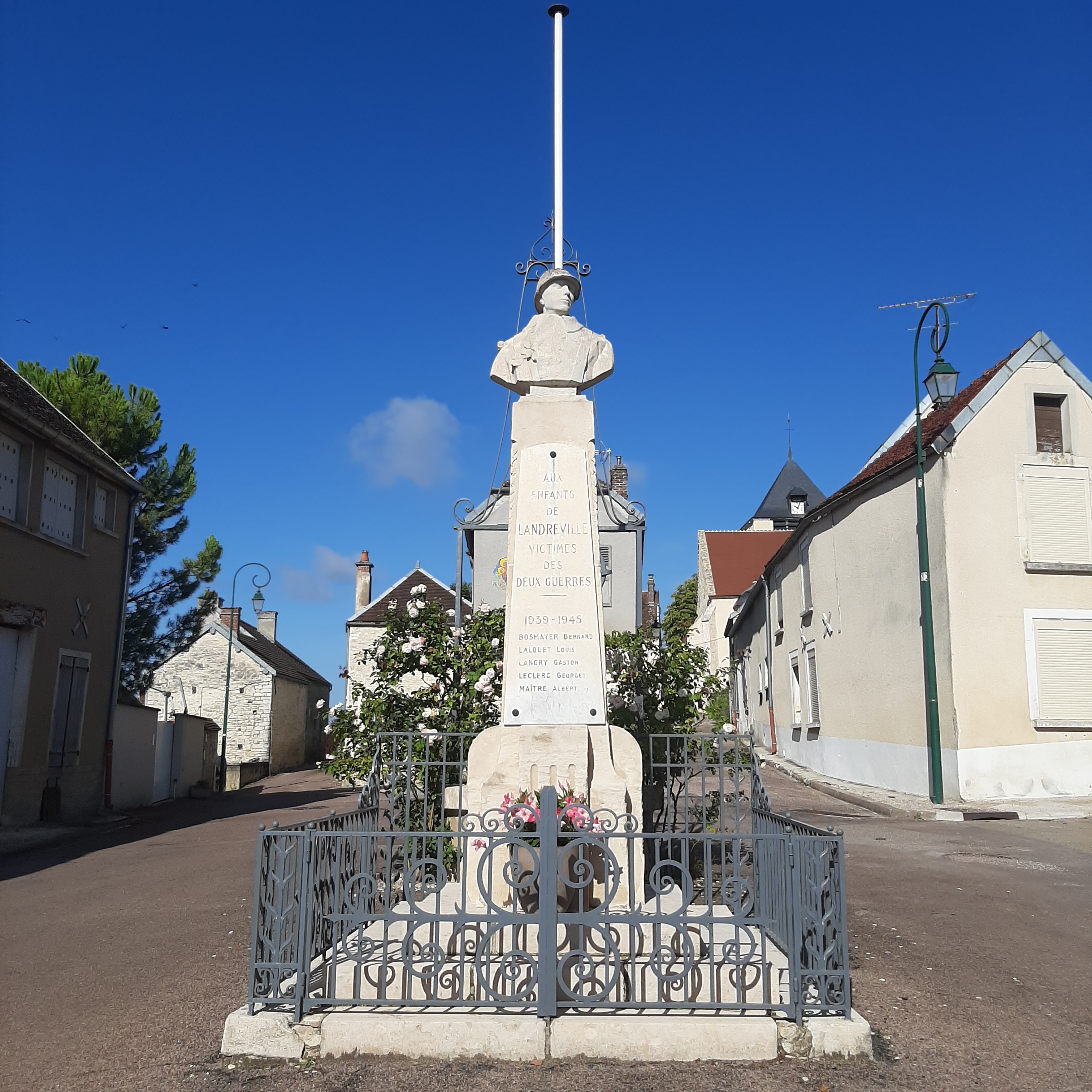
Monument aux morts de Landreville

Landreville est un village dont l'histoire est difficile à retracer en raison du peu d'archives conservées. Des recherches archéologiques, menées notamment par Aristide Estienne et Arsène Olivier, ont montré que cette histoire remonte pourtant à la plus haute Antiquité.
Âge de la pierre

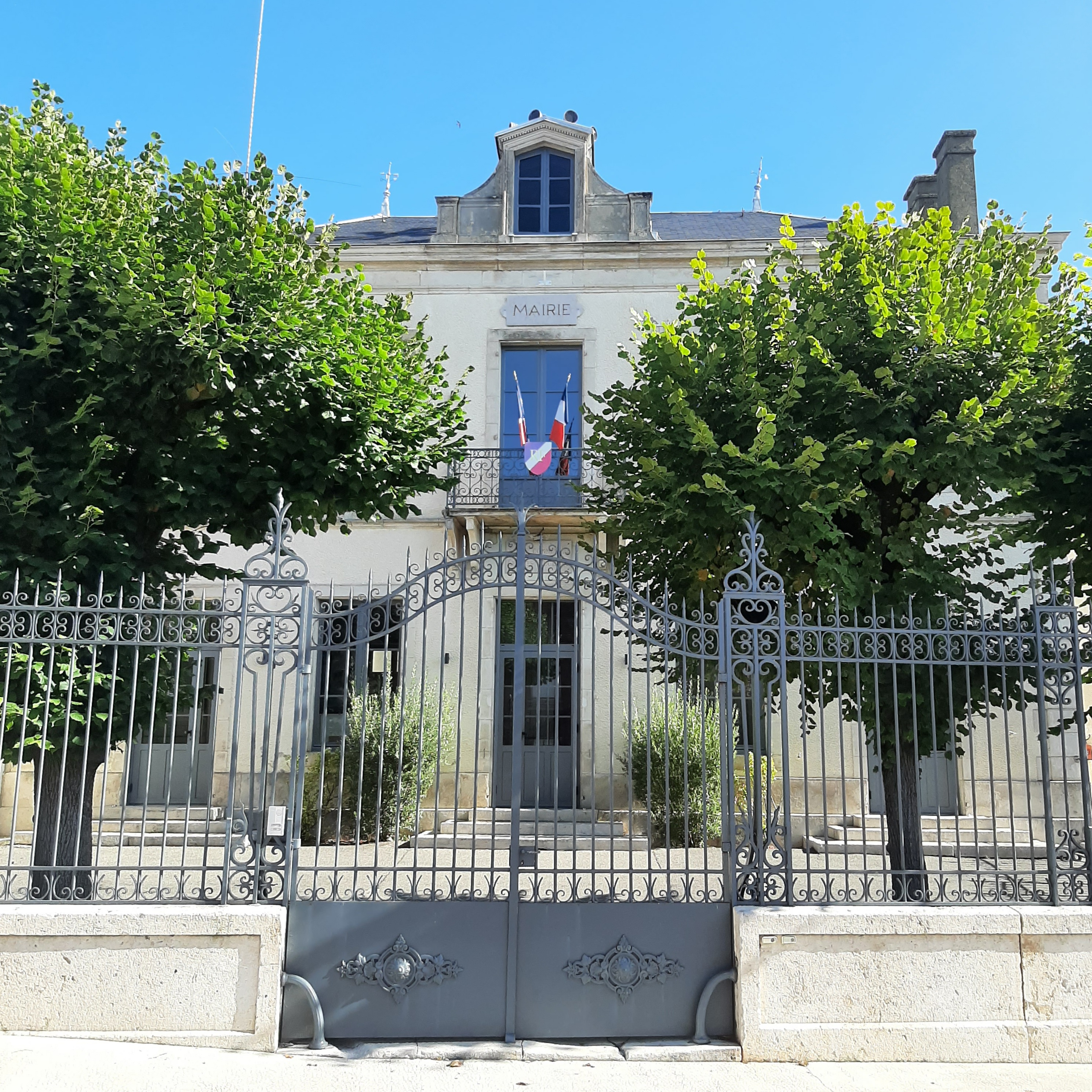
Mairie de Landreville

De très nombreux silex taillés datant des époques paléolithiques et néolithiques furent retrouvés sur ce territoire, notamment le long de l'Ource, au lieudit "Le Roulis" (bief) : un coup de poing acheulléen en silex, des grattoirs, des lames, des pointes de flèches, des percuteurs en silex et en grès. On retrouva également de nombreux fragments de poterie très grossière, des haches en silex taillé, en silex poli ou en roche dure, mais également toute sorte de flèches : en silex à pédoncule et barbelures, triangulaires, losangiques, amygdaloïdes.
Âge du bronze
Parmi les objets retrouvés de cette époque figurent de nombreuses haches de différents types (plates à rebords, à talon, à rebords latéraux médians, à douille), des épingles, des pendeloques en bronze, des pointes de javelot en bronze, des bracelets en bronze, un fragment de faucille, des tronçons d'épée à soie plate. Plusieurs de ces objets ont été trouvés au Val Chatain par Aristide Estienne.
Epoque de Hallstatt
Un bracelet en bronze plein très typique fut retrouvé au lieudit "Le Rupt" dans le lit du ruisseau. Il fait partie de la collection d'Aristide Estienne.
Epoque de transition du Hallstatt à la Tène
De cette époque furent retrouvés dans la contrée de Carmont les objets suivants : grand torque en forme de cercle formé d'une tige de bronze, deux anneaux de jambe circulaires creux en lame de bronze roulé, bracelets ronds en bronze creux et en bronze plein. On suppose qu'ils appartenaient à des sépultures. Ils font maintenant partie de la collection Arsène-Olivier.
Epoque de la Tène
Datant de l'époque Tène I, furent retrouvés  dans la contrée des Fioles un torque, deux bracelets à tampons et une fibule, tous provenant sans doute d'une sépulture. Ces objets font partie de la collection d'Arsène Olivier.
Datant de l'époque Tène III, furent retrouvées des monnaies gauloises, notamment une monnaie des Lingons, trouvée au lieudit "Le Rupt".
Epoque gallo-romaine
De nombreux objets datant de cette époque ont été retrouvés : des statuettes, des clefs, des fibules, des monnaies, des poteries rouge sigilée et diverses, des poids de balance en bronze. Un riche mobilier de sépultures gallo-romaines a également été découvert.

Comme en conclut Clément Drioton, conservateur du Musée de Troyes et auteur du court article "Collections d'Objets de l'Epoque préhistorique à l'Epoque barbare, trouvés à Landreville" : 
"nous nous trouvons en présence d'une station importante occupée depuis la plus haute antiquité et sans interruption jusqu'à l'époque barbare. Aucune autre localité du département ne nous a donné pareil ensemble d'objets d l'âge de la pierre et de l'âge du bronze provenant de multiples découvertes faites sur divers points du territoire. Les substructions romaines s'étendaient sur une vaste superficie dans la vallée de l'Ource à côté du village actuel. L'importance du cimetière de la propriété Olivier, dont l'exploration n'est que commencée, indique une agglomération importante. Pourtant, cette station, si riche et si curieuse, n'avait jamais été suffisamment signalée à ceux qui s'intéressent à l'archéologie et c'est pour réparer cette lacune que nous avons tenu à la signaler ici."
Par ailleurs, des potins des Senons (type au sanglier) y auraient été émis en 52 avant Jésus-Christ, en tout cas tout le nécessaire à ce monnayage fut découvert dans le bief de Landreville à hauteur du moulin.
Epoque mérovingienne
Un cimetière mérovingien a été découvert à Landreville. Le nom du village viendrait d'ailleurs du nom du seigneur mérovingien Landri, et signifierait littéralement "l'endroit de Landri".
Epoque médiévale
La première mention du village daterait de 1080 d'après une charte de l'abbaye de Mores.
Landreville proviendrait de la fusion de deux fiefs à l'époque du Moyen Âge : le fief Mailly, qui correspond à l'ancien quartier de la vieille halle, ainsi que le fiel Bouvrot situé autour de l'église. Il s'agissait de deux fiels distant de 300 mètres qui ont été réunis par le jeu des alliances et des mariages.
Pendant le Moyen Âge, le village se situait sur la ligne de frontière entre le domaine royal et la Bourgogne, alors antagoniste au pouvoir royal. Les troupes royalistes puis ducales, qui assiégeaient tour à tour la ville de Bar-sur-Seine, vivaient en pillant et volant les villages autour dont Landreville. La position géographique de Landreville l'a donc placée au cœur de frictions pendant plusieurs siècles.
Par le Traité d'Arras, signé en 1435, le roi de France Charles VII cède au duc de Bourgogne Philippe Le Bon plusieurs territoires dont le comté de Bar-sur-Seine qui inclut Landreville.
Landreville est devenu un village viticole avec l'arrivée de la vigne et a vendu son vin à la cour du Roi. La vigne est devenue une ressource pour les locaux jusqu'à aujourd'hui
Epoque contemporaine

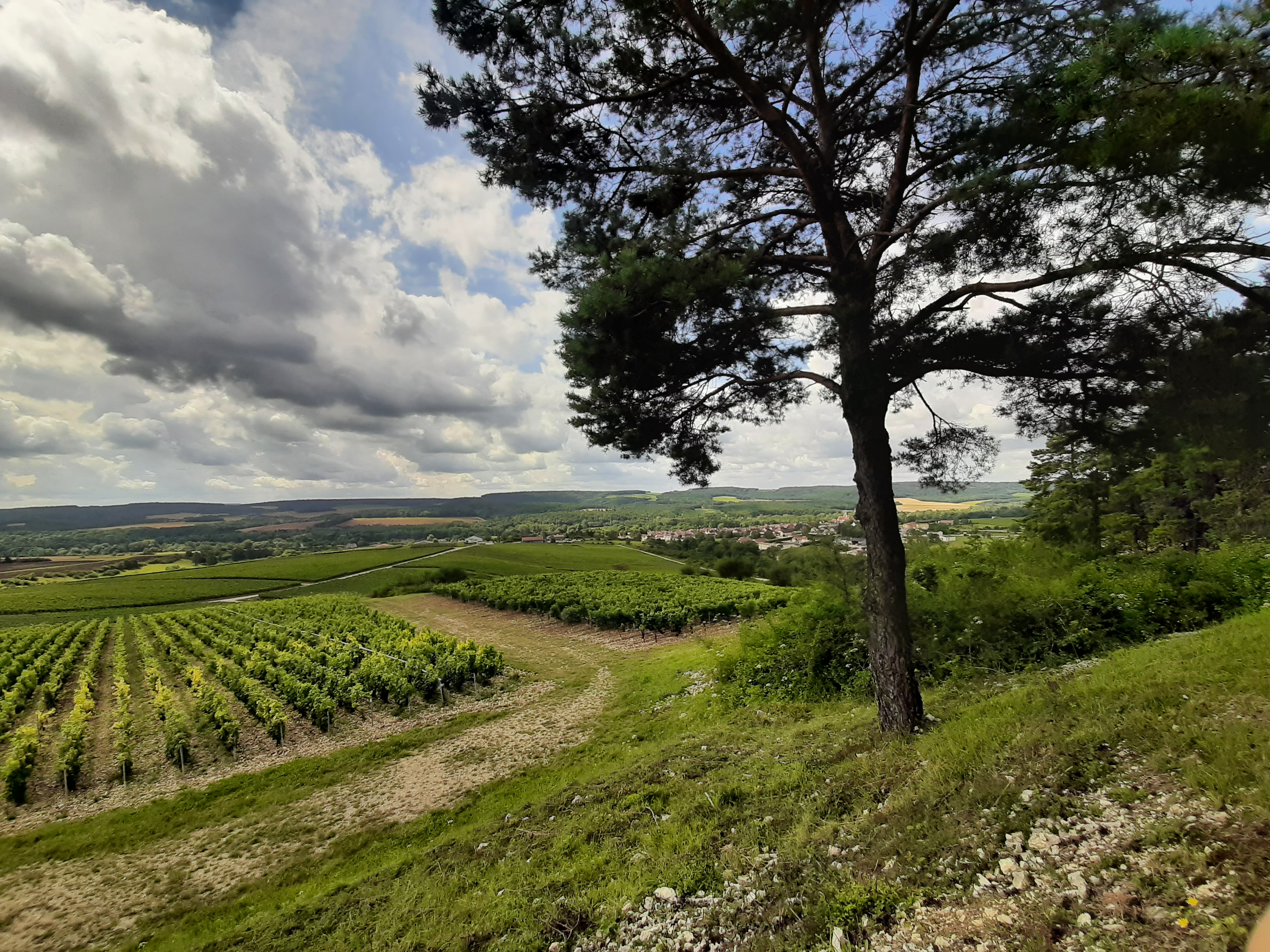
Vue sur Landreville et ses vignobles depuis la colline du Suchot

Landreville a été le témoin de nombreuses guerres des deux derniers siècles.
Le village a été le terrain de plusieurs batailles de la campagne de France de Napoléon.
Le village a été envahi par les Prussiens pendant 48 jours entre le 28 mars 1871 et 16 mai 1871 lors de la guerre de 1870, et une trentaine de morts fut recensée au sein de sa population.
Lors de la première guerre mondiale, le village a abrité un camp d'instruction des soldats dans lequel on apprenait à faire des tranchées. Le village a perdu une cinquantaine d'hommes mort au combat.
Durant la seconde guerre mondiale, les Allemands ont établi un camp à Landreville. Six landrevillois ont perdu la vie lors de cette guerre.
En 1924, l'abbé Jactat relança le culte de Sainte Béline, jeune bergère qui refusa les avances du seigneur de Landreville, fut décapitée par celui-ci puis canonisée 50 ans après sa mort. L'abbé Jactat restaura la chapelle Sainte Béline, construite sur l'ancienne demeure de la bergère, et fit construire la fontaine Sainte Béline sur son lieu de martyre, ainsi qu'un calvaire quelques mètres derrière. Ces deux monuments furent un lieu de culte et de pèlerinage importants jusque dans les années 1970. Les processions débutaient par une messe à l'église de Landreville, suivie d'une autre à la chapelle Sainte Béline, puis d'un discours à la fontaine et au calvaire.

### Révolte des vignerons de la Champagne en 1911
Les vignerons aubois, dont ceux de Landreville, ont dû lutter pour que leurs vignes conservent l'appellation d'origine protégée Champagne. Bien qu'historiquement le "vignoble de Champagne" fasse référence aux vignobles de la Marne, la délimitation s'était progressivement, et depuis assez longtemps, élargie pour intégrer les vignobles périphériques, dont ceux de l'Aube. En 1905, alors qu'une nouvelle loi sur la répression des fraudes prévoyait la mise en place de règlements d'administration publique pour délimiter les régions d'appellation, les vignerons aubois réclamèrent leur intégration à la Champagne viticole et un violent  conflit éclata entre la Marne et l'Aube.

## Politique et administration
| Période                                  | Période  | Identité                                          | Étiquette | Qualité |
| ---------------------------------------- | -------- | ------------------------------------------------- | --------- | ------- |
| 1983                                     | 1989     | M.Pierre Ferrin                                   |           |         |
| mars 2001                                | 2008     | M. François Chaussin                              |           |         |
| mars 2008                                | En cours | M. Didier Thiébaut Réélu pour le mandat 2020-2026 | DVD       | Cadre   |
| Les données manquantes sont à compléter. |          |                                                   |           |         |

## Démographie
L'évolution du nombre d'habitants est connue à travers les recensements de la population effectués dans la commune depuis 1793. Pour les communes de moins de 10 000 habitants, une enquête de recensement portant sur toute la population est réalisée tous les cinq ans, les populations de référence des années intermédiaires étant quant à elles estimées par interpolation ou extrapolation. Pour la commune, le premier recensement exhaustif entrant dans le cadre du nouveau dispositif a été réalisé en 2004.

En 2022, la commune comptait 385 habitants, en évolution de −16,67 % par rapport à 2016 (Aube : +0,7 %, France hors Mayotte : +2,11 %).
| 1793  | 1800 | 1806  | 1821  | 1831  | 1836  | 1841  | 1846  | 1851  |
| ----- | ---- | ----- | ----- | ----- | ----- | ----- | ----- | ----- |
| 1 154 | 904  | 1 587 | 1 315 | 1 369 | 1 445 | 1 459 | 1 535 | 1 657 |

| 1856  | 1861  | 1866  | 1872  | 1876  | 1881  | 1886  | 1891  | 1896  |
| ----- | ----- | ----- | ----- | ----- | ----- | ----- | ----- | ----- |
| 1 502 | 1 560 | 1 567 | 1 426 | 1 354 | 1 313 | 1 333 | 1 314 | 1 282 |

| 1901  | 1906  | 1911 | 1921 | 1926 | 1931 | 1936 | 1946 | 1954 |
| ----- | ----- | ---- | ---- | ---- | ---- | ---- | ---- | ---- |
| 1 212 | 1 081 | 852  | 692  | 655  | 619  | 630  | 549  | 527  |

| 1962 | 1968 | 1975 | 1982 | 1990 | 1999 | 2004 | 2006 | 2009 |
| ---- | ---- | ---- | ---- | ---- | ---- | ---- | ---- | ---- |
| 537  | 541  | 565  | 494  | 534  | 544  | 519  | 522  | 538  |

| 2014 | 2019 | 2022 | - | - | - | - | - | - |
| ---- | ---- | ---- | - | - | - | - | - | - |
| 475  | 400  | 385  | - | - | - | - | - | - |

## Lieux et monuments

### Église Notre-Dame-de-l'Assomption(XIIesiècle-XVIesiècle)

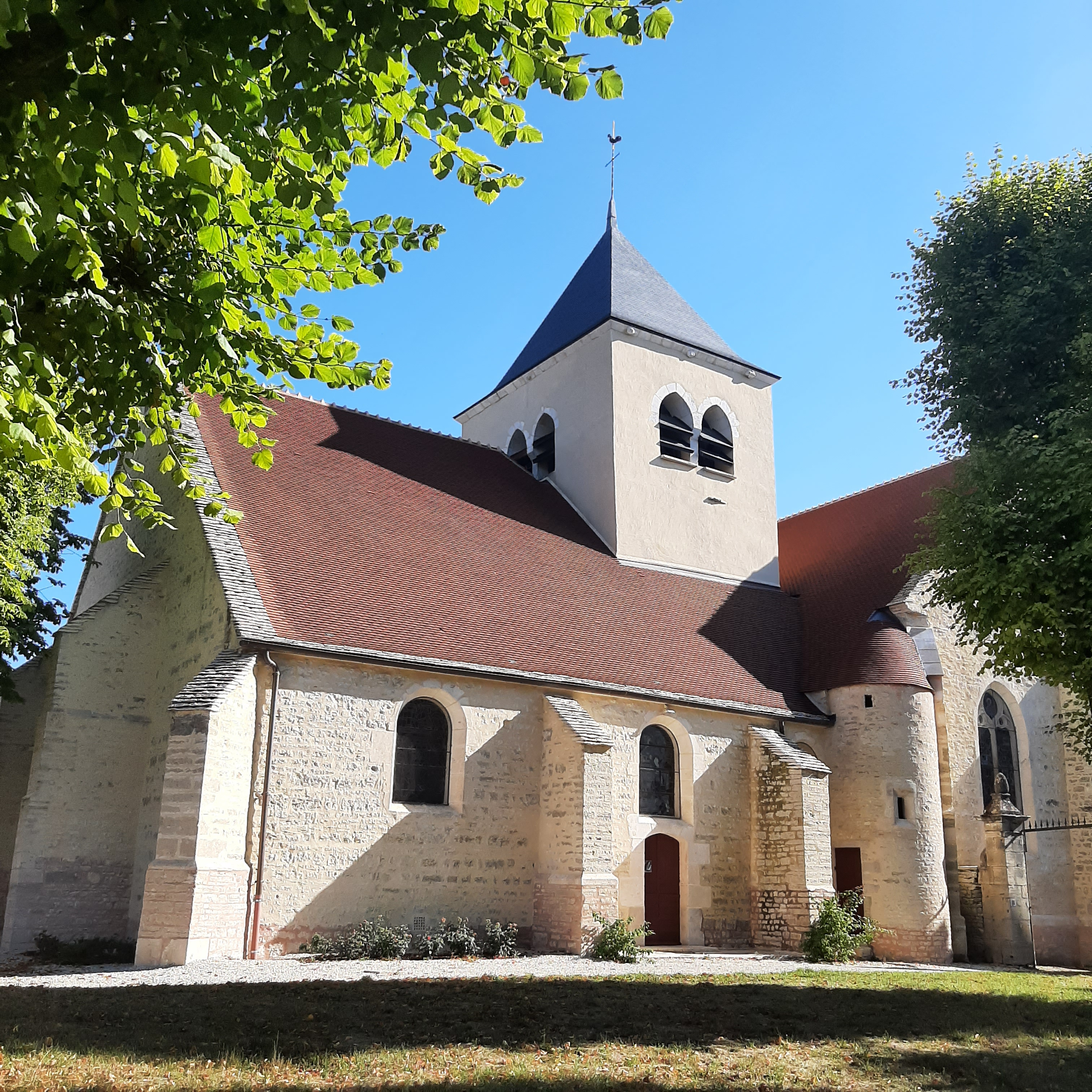
Eglise Notre-Dame-de-l'Assomption de Landreville (façade sud)

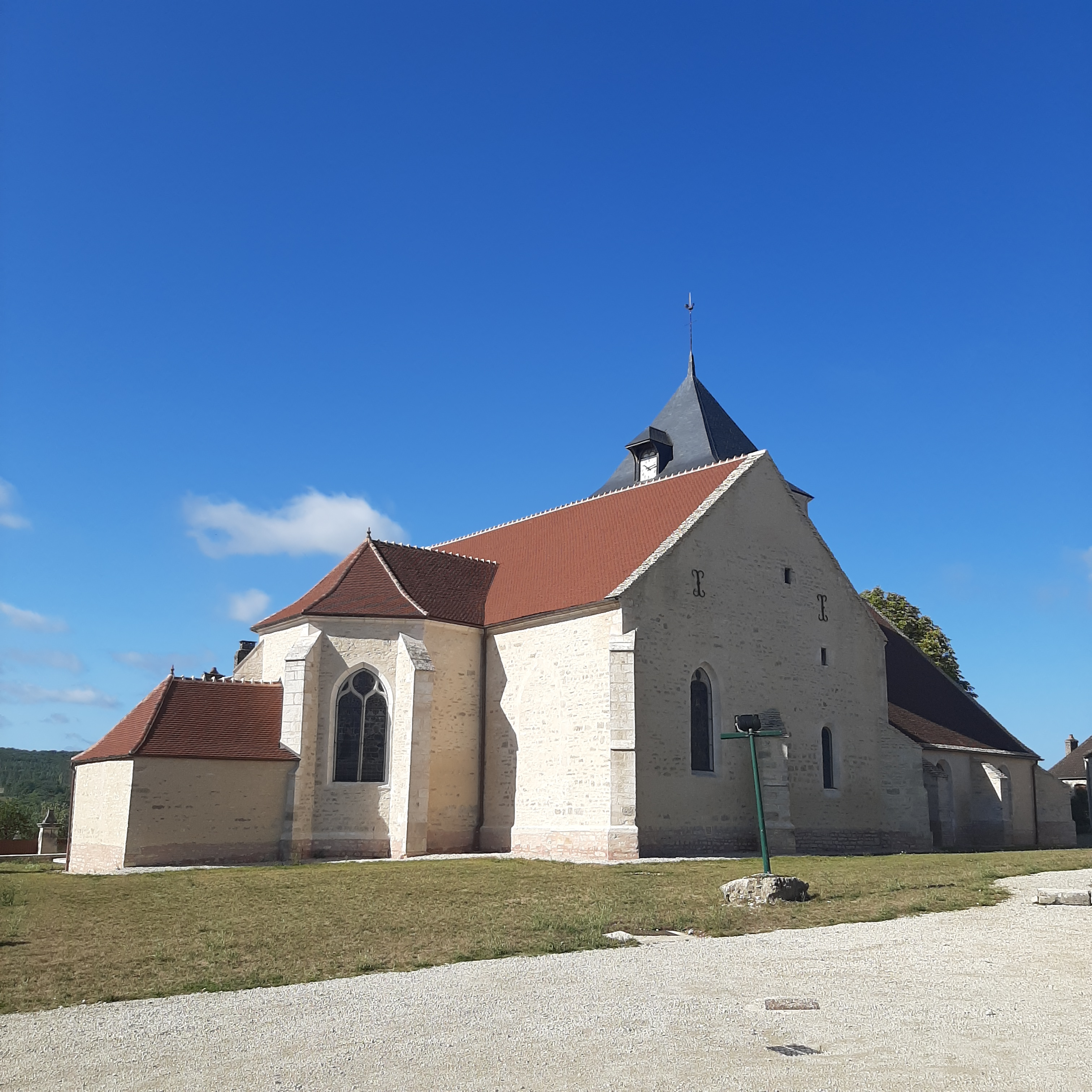
Eglise Notre-Dame-de-l'Assomption de Landreville (façade nord)

L'église de Landreville se situe probablement sur le site d'un ancien lieu de culte païen.
L'église est d'un style gothique primitif et néo-roman. Elle a été construite en quatre phases :
- au XIIe siècle : la construction du clocher ;
- au XIIIe siècle : la construction d'un premier transept, d'un chœur ainsi que d'un porche ;
- au XVIe siècle: la construction du double transept ;
- au XVIIIe siècle : la construction de la nef.

Aujourd'hui, il est toujours possible d'admirer le clocher datant du 12e siècle, du transept et du chœur datant du 16e siècle ainsi que la nef et la sacristie datant du 18e siècle.

#### Les retables deJean-Baptiste Bouchardon
Les trois retables de l'église de Landreville ont été réalisées par le sculpteur et architecte Jean-Baptiste Bouchardon. Ce sont des sculptures en bois polychrome toutes classées aux monuments historiques de France à titre d'objet depuis 1913 (pour le retable du Maître Autel et de la sainte Béline) et 1959 (pour le retable de la sainte Vierge) :
- le retable du Maître Autel représente l'Assomption de la Vierge ;
- le retable de la sainte Vierge représente celle-ci avec deux anges ;
- le retable de la sainte Béline représente le martyre de celle-ci.

Né en 1667 en Haute-Loire et mort en 1742 à Chaumont, Jean-Baptiste Bouchardon a été formé à l'école des beaux-arts de Lyon puis a ouvert son atelier à Chaumont.

### Chapelle Sainte Béline

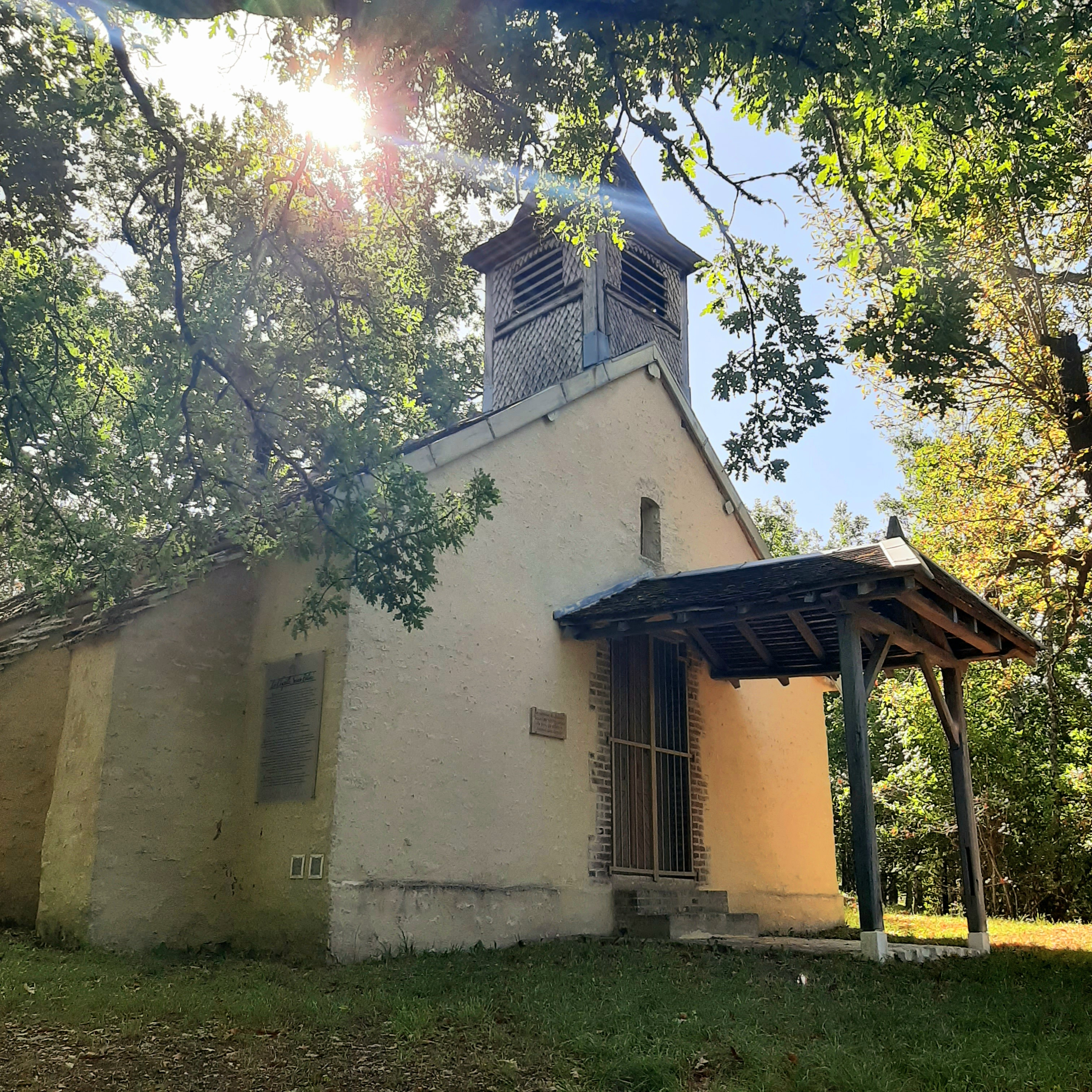
Chapelle Sainte Béline

La chapelle Sainte Béline se situe sur une butte au sud du village. Elle aurait été construite en plusieurs fois après 1145 et avant 1380 sur le site de l'ancienne demeure et bergerie de sainte Béline. Les moines de l'abbaye de Mores ont probablement contribué à donner l'impulsion à ces travaux. Après avoir servi de lieu de culte, la chapelle a été laissée à l'abandon au point de s'écrouler, avant d'être reconstruite.
En 1798, la chapelle a été vendue au prix de 2 885 francs à Pierre Depontailler. Onze propriétaires de la chapelle se sont succédé entre 1798 et 1910 avant que celle-ci revienne à la commune en 2002.
Vers 1924, l'abbé Jactat (1883-1975) relance le culte de sainte Béline après avoir racheté puis rénové la chapelle. C'est lui qui commanda la construction du calvaire et de la fontaine Sainte Béline, qui à eux deux servaient de lieux de pèlerinage important à partir de 1924 et jusque dans les années 1970.

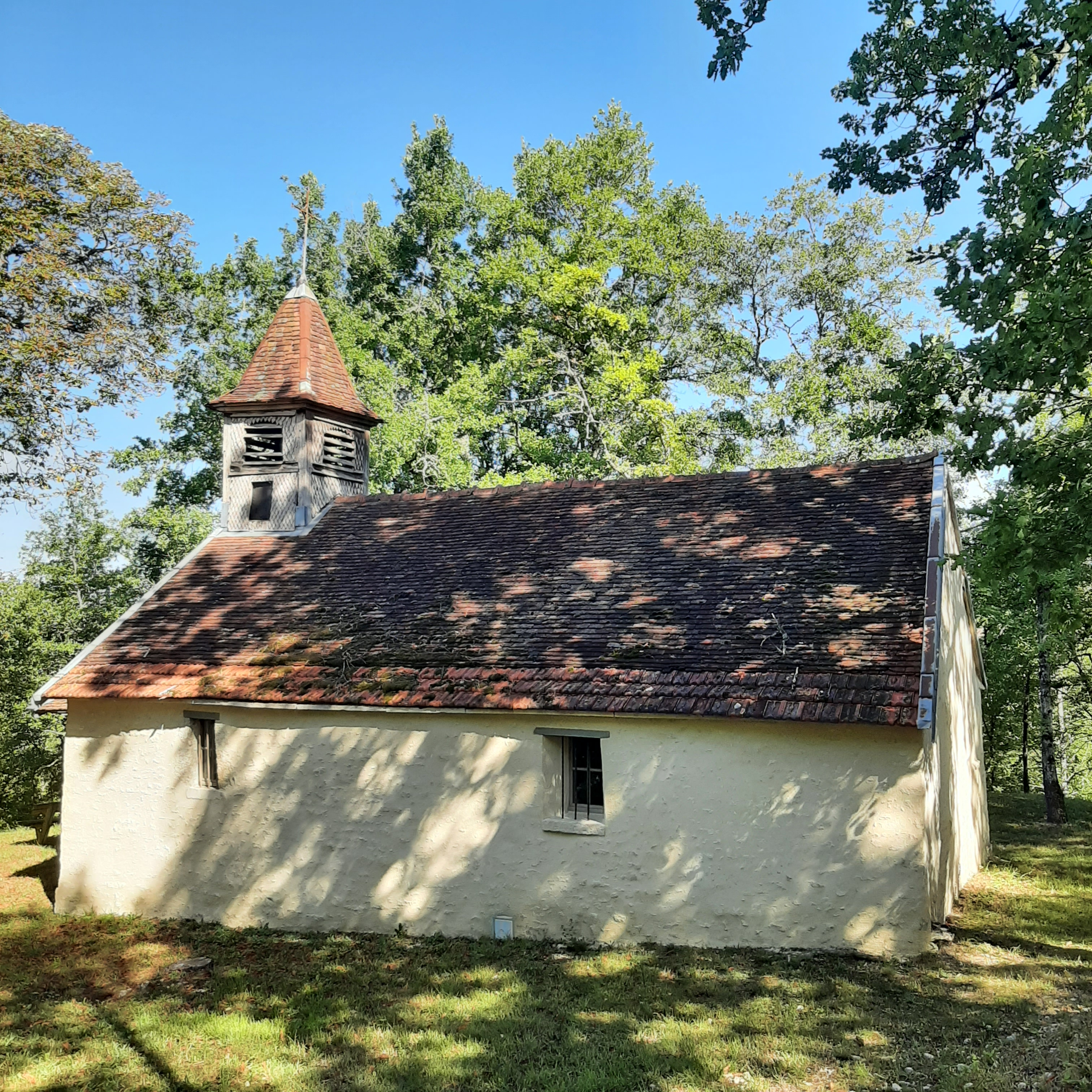
Chapelle Sainte Béline (vue latérale)

Aujourd'hui, la chapelle a été restaurée.

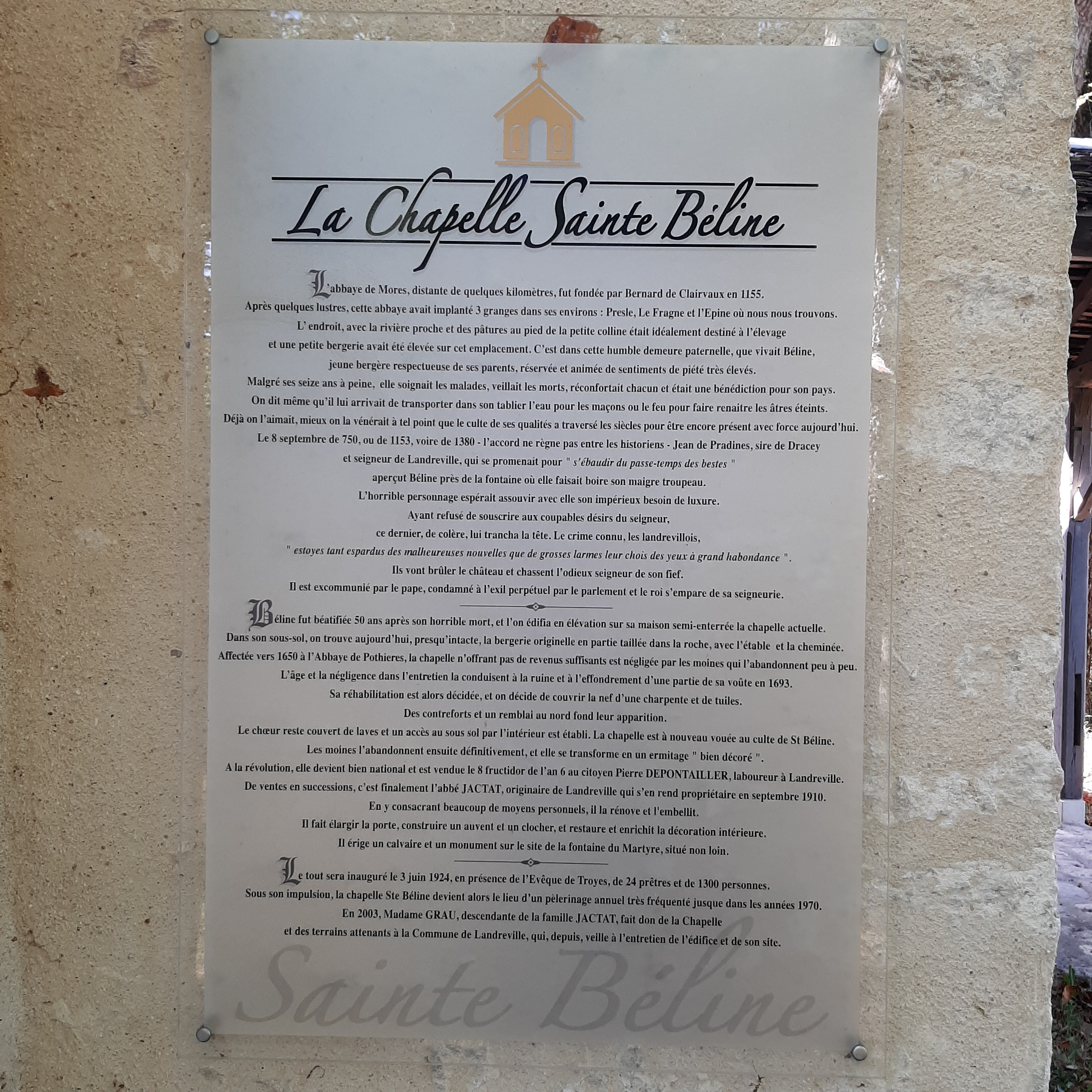
Panneau de présentation de la Chapelle Sainte Béline

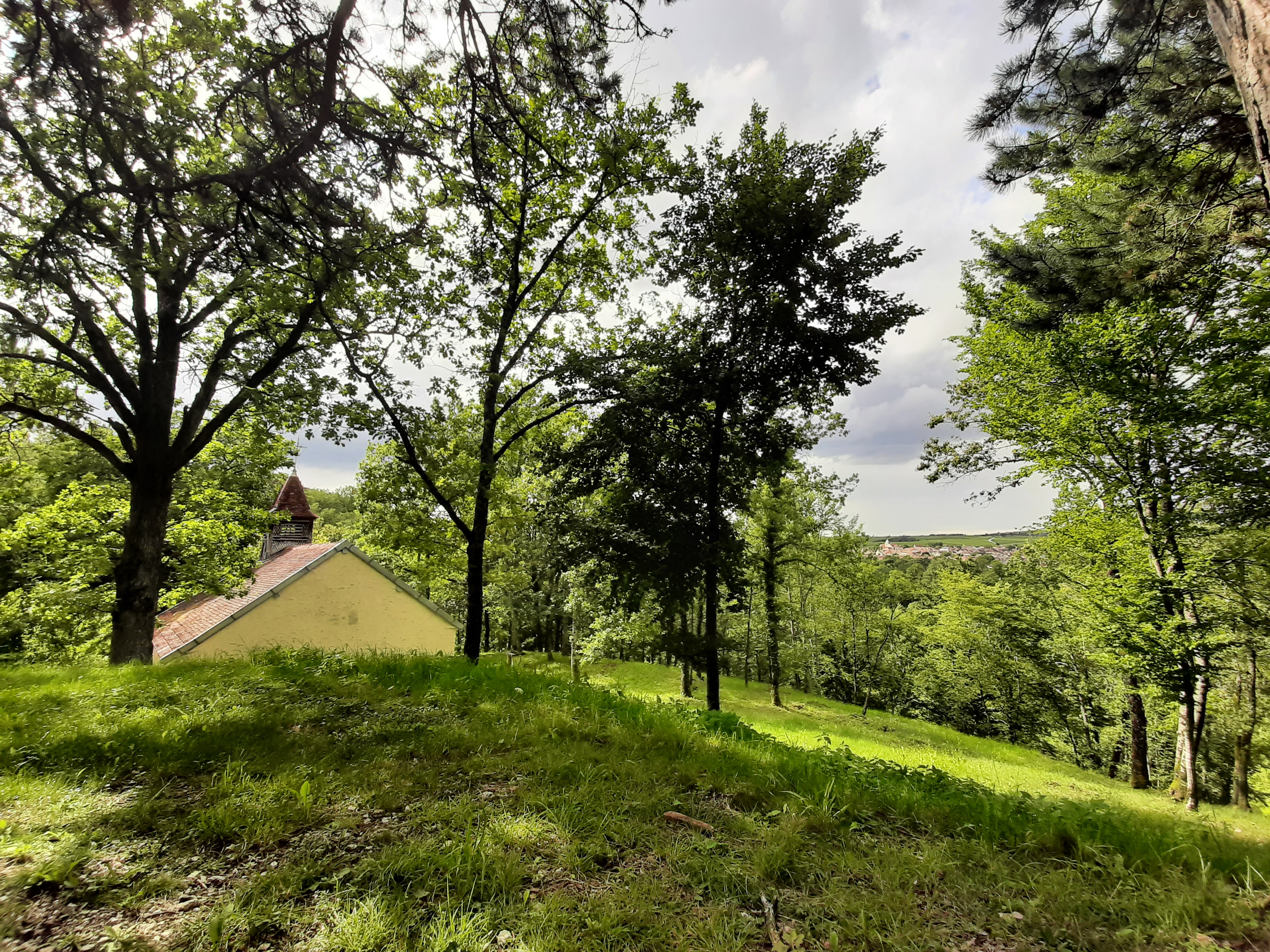
Vue sur Landreville depuis la chapelle Sainte Béline

Comme l'indique le panneau de présentation de la chapelle : 
L'abbaye de Mores, distante de quelques kilomètres, fut fondée par Bernard de Clairvaux en 1155. Après quelques lustres, cette abbaye avait implanté 3 granges dans ses environs : Presle, Le Fragne et l'Epine où nous nous trouvons. L'endroit, avec la rivière proche et des pâtures au pied de la petite colline était idéalement destiné à l'élevage et une petite bergerie avait été élevée sur cet emplacement. C'est dans cette humble demeure paternelle, que vivait Béline, jeune bergère respectueuse de ses parents, réservée et animée de sentiments de piété très élevés. Malgré ses seize ans à peine, elle soignait les malades, veillait les morts, réconfortait chacun et était une bénédiction pour son pays. On dit même qu'il lui arrivait de transporter dans son tablier l'eau pour les maçons ou le feu pour feu renaitre les âtres éteints. Déjà on l'aimait, mieux on la vénérait à tel point que le culte de ses qualités a traversé les siècles pour être encore présent avec force aujourd'hui.
Le 8 septembre de 750, ou de 1153, voire de 1380 - l'accord ne règne pas entre les historiens - Jean de Pradines, sire de Dracey et seigneur de Landreville, qui se promenait pour "s'ébaudire du passe-temps des bestes" aperçut Béline près de la fontaine où elle faisait boire son maigre troupeau. L'horrible personnage espérait assouvir avec elle son impérieux besoin de luxure. Ayant refusé de souscrire aux coupables désires du seigneur, ce dernier, de colère, lui trancha la tête. Le crime connu, les landrevillois, "estoyes tant espardus des malheureuses nouvelles que de grosses larmes leurs chois des yeux à grand habondance". Ils vont brûler le château et chassent l'odieux seigneur de son fief. Il est excommunié par le pape, condamné à l'exil perpétuel parle le parlement et le roi s'empare de sa seigneurerie.
Béline fut béatifiée 50 ans après son horrible mort, et l'on édifia en élévation sur sa maison semi-enterrée la chapelle actuelle. Dans son sous-sol, on trouve aujourd'hui, presqu'intacte, la bergerie originelle en partie taillée dans la roche, avec l'étable et la cheminée. Affectée vers 1650 à l'Abbaye de Pothieres, la chapelle n'offrant pas de revenus suffisants est négligée par les moines qui l'abandonnent peu à peu. L'âge et la négligence dans l'entretien la conduisent à la ruine et à l'effondrement d'une partie de sa voûte en 1693. Sa réhabilitation est alors décidée, et on décide de couvrir la nef d'une charpente et de tuiles. Des contreforts et un remblai au nord fond leur apparition. Le chœur reste couvert de laves et un accès au sous sol par l'intérieur est établi. La chapelle est à nouveau vouée au culte de St Béline. Les moines l'abandonnent ensuite définitivement, et elle se transforme en un ermitage "bien décoré". A la révolution, elle devient bien national et est vendue le 8 fructidor de l'an 6 au citoyen Pierre DEPONTAILLER, laboureur à Landreville. De ventes en successions, c'est finalement l'abbé JACTAT, originaire de Landreville qui s'en rend propriétaire en septembre 1910. En y consacrant beaucoup de moyens personnels, il la rénove et l'embellit. Il fait élargir la porte, construire un auvent et un clocher, et restaure et enrichit la décoration intérieure. Il érige un calvaire et un monument sur le site de la fontaine du Martyre, situé non loin.

Le tout sera inauguré le 3 juin 1924, en présence de l'Evêque de Troyes, de 24 prêtres et de 1300 personnes. Sous son impulsion, la chapelle Ste Béline devient alors le lieu d'un pèlerinage annuel très fréquenté jusque dans les années 1970. En 2003, Madame GRAU, descendante de la famille JACTACT, fait don de la Chapelle et des terrains attenants à la Commune de Landreville, qui, depuis, veille à l'entretien de l'édifice et de son site. 

### Fontaine Sainte Béline
La fontaine Sainte Béline a été construite sur le lieu présupposé du martyre de sainte Béline, sur une colline au sud du village de Landreville. La jeune et pieuse bergère Béline, qui avait refusé les avances du seigneur de Landreville, aurait été décapitée par celui-ci sur ce lieu.
On raconte qu'un cœur pur qui se pencherait au-dessus de cette source un lundi de Pentecôte pourrait y voir trois gouttes de sang.
Cette fontaine, d'où trône une sculpture de sainte Béline, a été commandée par l'abbé Jactat et construite en même temps que le calvaire, situé quelques pas plus haut sur la colline.

### Calvaire

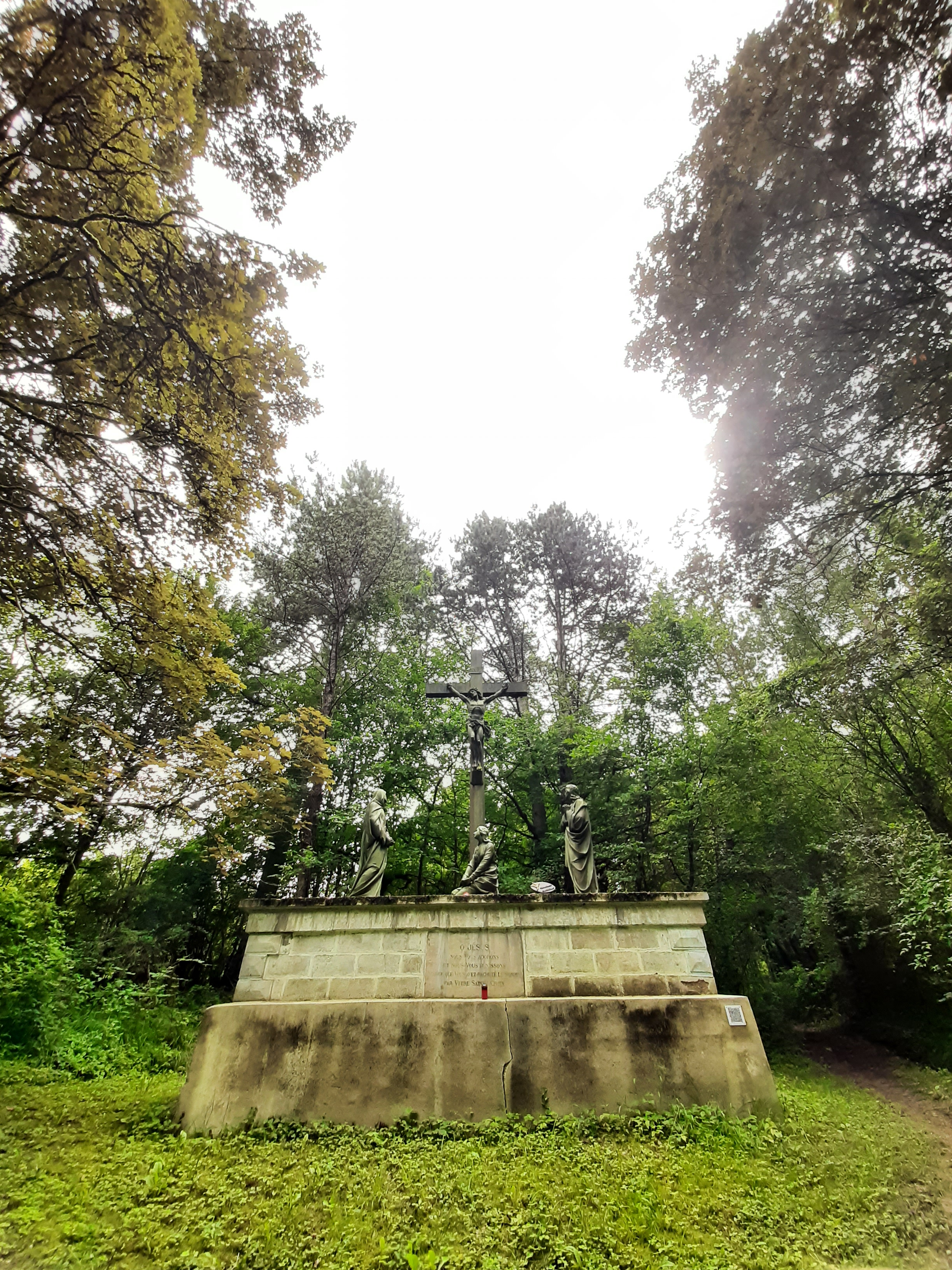
Calvaire commandé par l'abbé Jactat (Landreville)

Le calvaire, situé à quelques pas derrière la fontaine Sainte Béline, a été commandé par l'abbé Jactat, qui a relancé le culte de Sainte Béline en commandant également la  fontaine Sainte Béline et restaurant la chapelle Sainte Béline. La construction a été réalisée par une fonderie à Sommevoire, en Haute-Marne.
Figurent dans le calvaire de Landreville Marie Madeleine, la vierge Marie ainsi que saint Jean aux pieds du Christ.

### Lavoir

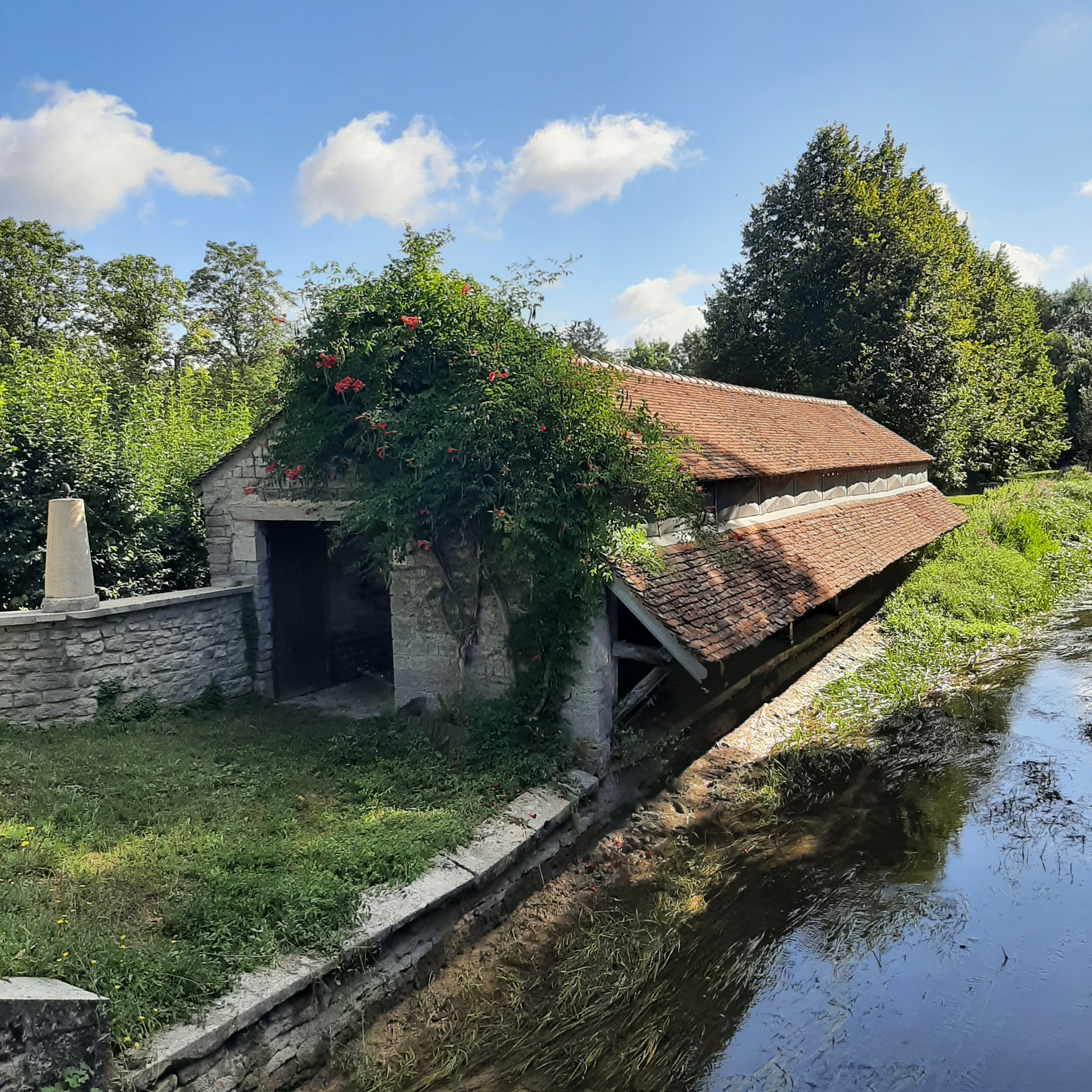
Lavoir de Landreville

En 1853, deux lavoirs ont été construits à Landreville à proximité des deux moulins. L'un des deux existe encore, sur le chemin vers la chapelle Sainte Béline.

### Le Roulis (bief)
Un bief, surnommé le Roulis, a été construit pour dériver un bras de rivière vers les moulins et les lavoirs de Landreville.

### Patrimoine disparu

#### La chapelle Sainte Anne et Saint Jean (démolie)
Les moines de l'abbaye de Pothières firent construire aux abords de l'Ource une chapelle du nom de Sainte Anne et Saint Jean. C'était la chapelle de la maison des moines, qui dès 1150 avait une maison à Landreville. Vers 1684, comme les moines n'utilisaient plus la chapelle, l'évêque de Langres autorisa la démolition de la chapelle.

#### Le Temple (démoli)
Un temple protestant a été construit vers 1560, non loin de l'église de Landreville. Il y avait peu de Landrevillois protestants, mais il est possible que le village ait été choisi pour éviter les conflits à Bar-sur-Seine, alors capitainerie royale. À la suite de la plainte - précédée par bien d'autres - déposée le 21 avril 1629 par les catholiques, les protestants transférèrent leur temple plus loin de l'église en achetant une maison en haut du village le long de la rue de la Croix Malot, aujourd'hui démolie. En juillet 1673, les catholiques intentent un procès mettant en cause la légalité de la construction du temple. Quatre mois plus tard, l'exercice du culte est interdit, la démolition est ordonnée. Le temple est démoli en novembre 1679.